# الظاهرية (قرية سورية)
قرية القنعبة أو الظاهرية هي إحدى قرى محافظة القنيطرة.